# Bandera de la región de Los Ríos
La Bandera de la Región de Los Ríos fue adoptada oficialmente por el Gobierno Regional respectivo el 22 de diciembre de 2008, y fue presentada oficialmente el 7 de agosto de 2009. Es una de las cinco banderas regionales adoptadas por alguna región de Chile cuyo rango es oficial; las otras son las de Atacama, Coquimbo, Los Lagos y Magallanes.
La bandera consta de un pabellón de fondo blanco, encima del cual aparecen tres franjas ondulantes de colores amarillo, verde y azul, en ese orden de arriba abajo. Estas franjas son interrumpidas en el medio por una circunferencia formada por doce estrellas amarillas.
Las estrellas en círculo representan a las doce comunas existentes en la región. A su vez, cada franja representa una cualidad de la zona. La amarilla representa la fuerza vital, la verde hace referencia a la naturaleza local y la azul el agua de los ríos y lagos.
Hasta entonces, la región utilizaba como emblema un estandarte azul con el escudo nacional en un círculo amarillo rodeado de una franja azul en que se leía la frase XIV Región de Los Ríos - Intendencia en letras doradas.

## Banderas comunales
Algunas municipalidades de la Región de Los Ríos poseen banderas propias.

Valdivia
Futrono
La Unión
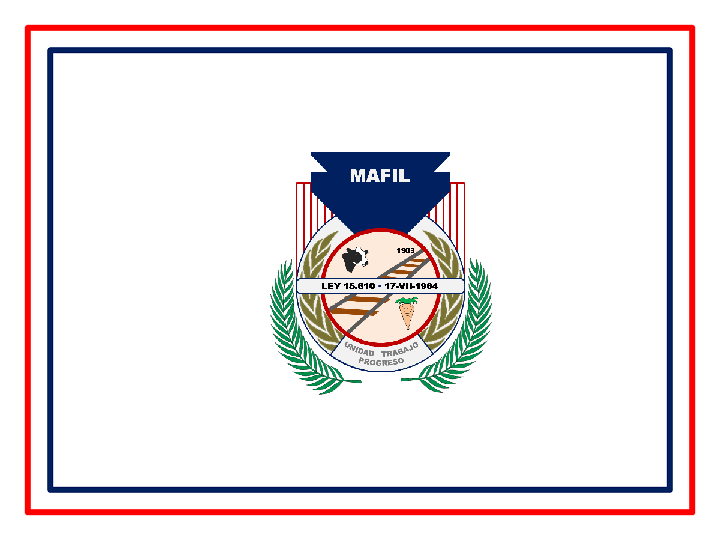
Máfil
Paillaco
Panguipulli
Corral
Río Bueno